# Aristobulus I
Aristobulus I, död 103 f.Kr, var regerande kung av Judeen ur mackabéernas ätt (Hasmoneiska dynastin) mellan 104 och 103 f.Kr. 